# Дені Бенуа д'Азі
Дені Бенуа д'Азі (фр. Denis Aimé Rose Emmanuel Benoist, 3 січня 1796, Париж — 11 лютого 1880, Сен-Бенен-д'Азі) — французький політик і промисловець.

## Біографія
Дені Бенуа д'Азі — другий син графа П'єра-Венсана Бенуа (1758—1833), зброєносця, лорда Ла Мотт-Бараса, радника короля Людовіка XVI, генерал-лейтенанта в цивільних і кримінальних справах у резиденції Анже, та Марі-Гіємін де Лавіль-Леру (померла в 1826), художниці неокласичної школи, учениці пані Віже-Лебрен і Жака Луї Давида. Його батько був юристом у парламенті, членом і секретарем Паризької комуни в грудні 1789, державним міністром і членом Таємної ради. Через свою матір він є двоюрідним братом Фелікса Іполіта Ларю.
Під час Реставрації Дені Бенуа д'Азі був секретарем представництва в Німеччині, брав непрямі внески, потім став генеральним інспектором фінансів при міністерстві Віллеля. Після 1830 року він поїхав після відставки в Ніверне, потім керував шахтами Алеза і зацікавився створенням залізниць.
Член парламенту з 1841 по 1848 рр., обраний на виборах 2-ю колегією виборщиків Ньєвра (Шато-Шинон), він належав до правих легітимістів і продовжував брати активну участь у залізничних справах. Був уповноважений наказом від 28 червня 1847 додати до свого ім'я по батькові д'Азі.
Д'Азі не обирався до Установчих зборів, але був обраний до Законодавчих зборів від департаменту Гар, де він засідав разом з монархічною більшістю. Д'Азі був обраний віце-президентом Асамблеї, боровся з політикою Єлисейського палацу та бере участь у розробці Закону від 31 травня про обмеження загального виборчого права. 2 грудня 1851 під час його головування, 200 депутатів зібралися в ратуші 10-го округу, щоб протестувати проти перевороту Луї-Наполеона Бонапарта. Разом з іншими депутатами, був заарештований, ув'язнений у казармі на набережній Орсе, а через кілька днів звільнений.
Потім він залишив політику і присвятив себе промисловим питанням: він сприяв створенню Креді Фонсьє і став адміністратором компаній Орлеана і Париж-Ліон-Середземномор'я.
Після франко-прусської війни виборці Ньєвра і Гара обрали його до Бордоської асамблеї. Від Ньєвра д'Азі головував на перших сесіях як найстарший  член і був обраний віце-президентом. У 1871 році він був одним із п'ятнадцяти заступників, відповідальних за супроводження Адольфа Тьєра і Жуля Фавра до Версаля для обговорення прелімінарного миру 26 лютого 1871 р. і проголосував за мир 1 березня 1871, а через два місяці, 16 травня, за проведення публічних молитов. Того ж року він проголосував 10 червня за скасування законів про вигнання і 30 серпня за надання установчої влади Асамблеї, і проти повернення в Париж 3 лютого 1872 року.
У 1873 році він проголосував за відставку Адольфа Тьєра 24 травня, а потім за припинення повноважень Мак-Магона 20 листопада. Він підтримав міністерство де Брольї 16 травня 1874 і голосував проти розпуску Палати представників 29 липня.
У 1875 році д'Азі голосував проти поправки Валлона, 30 січня і  25 лютого 1875 проти всіх конституційних законів. У грудні 1875 опублікував лист, у якому зобов'язувався не балотуватися на майбутніх виборах, як сенаторських, так і законодавчих.

## Член Національних зборів або Палати депутатів
- З 4 квітня 1841 до 12 червня 1842 — від Ньєвра — Легітимістська опозиція.
- З 9 липня 1842 до 6 липня 1846 — від Ньєвра — Легітимістська опозиція.
- З 1 серпня 1846 до 24 лютого 1848 — від Ньєвра — Легітимістська опозиція.
- З 13 травня 1849 до 2 грудня 1851 — від Гара — Правий легітиміст.
- З 8 лютого 1871 до 7 березня 1876 — від Ньєвра — Союз правих.

## Сім'я
Дені Бенуа д'Азі одружився 11 березня 1822 з Леонтиною Роуз Амелі Брієр д'Азі, дочкою землевласника і промисловця Леонора Брієр д'Азі, яка у шлюбі народила п'ятьох дітей:
1. Поль (3 січня 1824 — 9 січня 1898), політехнік і промисловець, який одружився 23 квітня 1850 з Клер Мелані Жобер, дочкою графа Іполіта Франсуа Жобера.
2. Ернестін Клер (1826 — 30 липня 1873), яка 20 травня 1845 стала дружиною Едуарда де Пре де Сен-Мора.
3. Августин (28 травня 1829 — 20 серпня 1890), віконт Бенуа д'Азі, морський офіцер і директор колоній у Міністерстві флоту, офіцер Почесного легіону; одружився в першому шлюбі 17 серпня 1859 з Алін Александрін Шарлоттою Дару (дочкою Наполеона Дарю), а в другому шлюбі 23 березня 1870 з Огюстин Бертою Шарлоттою Марі Рессег'є.
4. Аделін Александрін (1830 — 4 березня 1892), яка 11 серпня 1849 стала дружиною свого двоюрідного брата П'єра Сюзанна Огюстена Кошена.
5. Анж Шарль Леонор (народився в 1834 році), який вперше одружився 11 червня 1860 з Марі Орелі Ле Бег де Жерміні, дочкою губернатора Банку Франції, його другий шлюб 15 лютого 1865 був з Маргеріт де Пресль де Сюрвіль.

## Твори
- 1825–1833 — Неопубліковані листи Дені Бенуа д'Азі до свого друга Ламенне[3]
- 1845 — Звіт, складений від імені комітету, відповідального за розгляд законопроєкту про використання цукрових заводів
- 1857 — «Права, інтереси та обов'язки Франції в Кохінхіні», з Леоном Паже
- 1863 — Некролог: пан герцог де Раузан, президент Союзу лісників
- 1875 — Звіт вищої комісії страхових фондів на випадок смерті та у разі нещасних випадків пану президенту…
- 1880 — На залізниці Ньєвр
- 1889 — Лист до пана Чарльза Мартіна, президента Генеральної ради залізниці Ньєвр-Сальє
- 1889 — Лист до пана віконта де Сен-Совера, генерального радника Сен-Бенен-д'Азі на Ньєврській залізниці…

## Герб

«Кожний з кварталів, 1-й і 4-й, Лазур із Соколом або крутиться, і огороджує гілку лавра того самого»; фамільний герб: «у другій і третій чверті Гулес із чотирма срібними стрілами з оперінням, поставлений в блідий колір з вістрям до вождя, що позує у фас, вождю в сріблястій оправі, заряджений трьома зірками Гулес», що означає «Арлюс де Монклер, герб альянсу». Щит увінчаний графською короною. Прихильники або охоронці трофея, «два соколи у супроводі та в парі, природно парувалися»

### Девіз
- |  | Benefacientes benedicti |

## Нагороди
- Лицар Почесного легіону 26 жовтня 1826.